# Roseanne
Roseanne är en amerikansk sitcomserie som ursprungligen sändes på ABC 1988-1997, producerad av Carsey-Werner. Serien handlar om arbetarklassfamiljen Conner, bestående av Roseanne och Dan Conner och deras tre barn Becky, Darlene och sonen D.J, som bor i Lanford, Illinois. Man får bland andra även stifta bekantskap med Roseannes syster, Jackie Harris.
Roseanne var mer frispråkig än många andra liknande serier under 1980-talet, till skillnad från Cosby och många andra familjesitcoms från den här tiden handlade den inte om en välbärgad familj ifrån övre medelklassen utan om en arbetarklassfamilj. 
Serien tog också upp många svåra, kontroversiella ämnen som till exempel abort, homosexualitet, alkoholism och sexuella trakasserier.
Tillsammans med Våra värsta år kan man kanske säga att Roseanne har banat väg för mer politiskt inkorrekta och frispråkiga serier som Simpsons och King of the Hill - två serier som för övrigt också handlar om arbetarklass/underklassfamiljer. 

## Rollista i urval
- Roseanne Barr - Roseanne Conner
- John Goodman - Dan Conner
- Alicia Goranson - Becky Conner-Healy (1988-1992, 1995-1996)
- Sarah Chalke - Becky Conner-Healy (1993, 1997)
- Sara Gilbert - Darlene Conner
- Michael Fishman - D.J. (David Jacob) Conner
- Laurie Metcalf - Jackie Harris